# Gotha Projekt P 60B
O Gotha Projekt P 60B foi um protótipo aeronáutico da Gothaer, durante a Alemanha Nazi, para a concepção de uma aeronave de combate nocturno. Parte da série de caças P 60, foi desenhada nos últimos meses da Segunda Guerra Mundial. Era um desenvolvimento mais simples do Gotha Projekt P 60A. O Ministério da Aviação do Reich deu autorização para a construção da aeronave em 1945, porém os trabalhos neste avião foram pausados em prol do desenvolvimento do Gotha Projekt P 60C.